# Constantin Dupien
Constantin Dupien (* 8. November 1987 in Leipzig) ist ein deutscher Autor und Herausgeber.

## Leben
Constantin Dupien veröffentlicht seit 2013 Kurzgeschichten. Seine Erzählungen handeln zumeist von menschlichen Abgründen, makabren Erlebnissen oder mysteriösen Begebenheiten, lassen sich jedoch nicht immer dem Genre der Phantastik zuordnen.
Dupiens Repertoire reicht von Edgar-Allan-Poe-inspirierten Schauererzählungen und klassischem Horror über Liebesgeschichten und Gedichte bis hin zu Science-Fiction und Kriminalliteratur. Dabei bedient er sich häufig einer altmodischen und schwerfälligen Sprache. Als Herausgeber zeichnet er verantwortlich für die Anthologiereihe Mängelexemplare. Für die Bände Mängelexemplare: Dystopia, Mängelexemplare: Haunted und Mängelexemplare: Heimgesucht wurde Dupien 2014, 2015 und 2016 mit dem Vincent Preis ausgezeichnet.
2015 veröffentlichte er gemeinsam mit dem deutschen Horror- und Thrillerautor Vincent Voss den Horror-Roman Ruf der Dunkelheit.

## Werke

### Als Herausgeber
- In Blut und Liebe, 2013, Amrûn Verlag, ISBN 978-3-944729-25-1
- Mängelexemplare und andere makabre Geschichten, 2013, Edition Lepidoptera, ISBN 978-3-941809-14-7
- Mängelexemplare: Dystopia, 2014, Amrûn Verlag, ISBN 978-3-944729-41-1
- Mängelexemplare: Haunted, 2015, Amrûn Verlag, ISBN 978-3-958690-58-5
- Mängelexemplare: Heimgesucht, 2016, Amrûn Verlag, ISBN 978-3-958691-88-9
- Götterschlacht: Ein Mängelexemplare-Roman (Autor: Torsten Scheib), 2017, Amrûn Verlag, ISBN 978-3-958695-62-7

### Romane
- Ruf der Dunkelheit gemeinsam mit Vincent Voss, 2015, Kindle Direct Publishing

### Kurzgeschichten
- Auge um Auge in der Anthologie "Mängelexemplare und andere makabre Geschichten", 2013, Edition Lepidoptera, ISBN 978-3-941809-14-7
- Remember the Alamo! in dem Story-Band "In Blut und Liebe" 2013, Amrûn Verlag, ISBN 978-3-944729-25-1
- Verloren im Nichts in dem Story-Band "In Blut und Liebe" 2013, Amrûn Verlag, ISBN 978-3-944729-25-1
- Erleuchtung in dem Story-Band "In Blut und Liebe" 2013, Amrûn Verlag, ISBN 978-3-944729-25-1
- Eins+1=Zwei-1 in dem Story-Band "In Blut und Liebe" 2013, Amrûn Verlag, ISBN 978-3-944729-25-1
- Vollendung in dem Story-Band "In Blut und Liebe" 2013, Amrûn Verlag, ISBN 978-3-944729-25-1
- Vergiss mich nicht ... in dem Story-Band "In Blut und Liebe" 2013, Amrûn Verlag, ISBN 978-3-944729-25-1
- Heimkehr in dem Story-Band "In Blut und Liebe" 2013, Amrûn Verlag, ISBN 978-3-944729-25-1
- Nicht den verdammten Einkaufszettel in dem Story-Band "In Blut und Liebe" 2013, Amrûn Verlag, ISBN 978-3-944729-25-1
- Meteoritenfeuer in der Anthologie „Horrorlegionen: Der Almanach deutscher Horror- und Mystery-Autoren“, 2013, Amrûn Verlag, ISBN 978-3-944729-04-6
- Halloween in der Anthologie „Oberhorror: Sind wir nicht alle irgendwie Horror“, 2013, Chaotic Revelry Verlag, ISBN 978-3-9815811-2-6
- Das Ende in der Anthologie „Mängelexemplare: Dystopia“, 2014, Amrûn Verlag, ISBN 978-3-944729-41-1
- Der Spuk auf Lakewood Manor in der Anthologie „Mängelexemplare: Haunted“, 2015, Amrûn Verlag, ISBN 978-3-958690-58-5
- Terror auf dem Müllberg in der Anthologie „Leipzig morbid“, 2017, Lychatz Verlag, ISBN 978-3-942929-54-7
- Die Fakultät in der Anthologie „Horrorlegionen 3: Der Almanach deutscher Genre-Autoren“, 2017, Amrûn Verlag, ISBN 978-3-958695-70-2

### Gedichte
- Glaube in dem Story-Band "In Blut und Liebe" 2013, Amrûn Verlag, ISBN 978-3-944729-25-1
- Geliebt und unvergessen in dem Story-Band "In Blut und Liebe" 2013, Amrûn Verlag, ISBN 978-3-944729-25-1
- Blutrote Nacht in dem Story-Band "In Blut und Liebe" 2013, Amrûn Verlag, ISBN 978-3-944729-25-1
- Wach-Traum in dem Magazin "Cthulhu Libria Äon 2", Seite 55, 2014
- Das Haus in der Anthologie "Mängelexemplare: Heimgesucht", 2016, Amrûn Verlag, ISBN 978-3-958691-88-9